# Vinné
Vinné – wieś (obec) we wschodniej Słowacji, położona w kraju koszyckim, w powiecie Michalovce.

## Położenie
Wieś leży u południowo-zachodnich podnóży najbardziej na zachód wyciągniętego ramienia Wyhorlatu, niespełna 8 km na północny wschód od miasta Michalovce. Przez wieś płynie Viniansky potok, który nieco dalej na południe wpada do Zbiornika Zemplińskiego (słow. Zemplínska šírava).

## Historia
Pierwsze wzmianki o miejscowości pochodzą z roku 1249.
W czasie II wojny światowej wieś była ośrodkiem formowania się ruchu antyfaszystowskiego. W końcu marca 1942 r. P. Boroš utworzył tu pierwszy bojowy oddział partyzancki (słow. jánošikovská bojová skupina) na terenach dawnej Czecho-Słowacji, działający w rejonie Wyhorlatu. 30 października 1944 r., w obliczu zbliżającego się radzieckiego frontu, hitlerowskie wojska wyrabowały i spaliły wieś. Całkowicie spłonęło 248 budynków, a znacznie uszkodzonych zostało ok. 100 dalszych. Niemcy zamordowali na miejscu 10 mieszkańców, a 15 kolejnych wywieźli do obozu koncentracyjnego.
Wieś została odbudowana, w większości w latach 1947-1948.

## Demografia
Według danych z dnia 31 grudnia 2012, wieś zamieszkiwało 1720 osób, w tym 903 kobiety i 817 mężczyzn.
W 2001 roku rozkład populacji względem narodowości i przynależności etnicznej wyglądał następująco:
- Słowacy – 98,69%
- Czesi – 0,19%
- Polacy – 0,06%
- Rusini – 0,31%
- Ukraińcy – 0,06%
- Węgrzy – 0,12%

Ze względu na wyznawaną religię struktura mieszkańców kształtowała się w 2001 roku następująco:
- Katolicy rzymscy – 71,21%
- Grekokatolicy – 22,89%
- Ewangelicy – 0,68%
- Prawosławni – 1,24%
- Ateiści – 1,68%
- Przedstawiciele innych wyznań – 0,06%
- Nie podano – 0,56%

## Obiekty zabytkowe
- Kościół katolicki, parafialny, p.w. św. Anny, pierwotnie wczesnogotycki z końca XIII w., częściowo przebudowany w XV w., barokowo przebudowany w roku 1735. We wnętrzu renesansowe epitafia z XVI i XVII w.[10]
- Kasztel w centrum wsi. Późnorenesansowy, murowany, dwukondygnacyjny dwór, położony w pobliżu kościoła św. Anny, powstał w drugiej tercji XVII wieku. Wzniesiony na planie płaskiego „U”, do narożników ściany frontowej przystawione ukosem dwie kwadratowe, trójkondygnacyjne wieże. Fasada frontowa dziewięciosiowa, w centrum zaakcentowana płytkim, obejmującym trzy osie ryzalitem. Nakryty dachami łamanymi (obecnie blaszanymi) o różnych formach, osobnymi czterospadowymi na wieżach i osobnym, nieco podniesionym nad blokiem centralnym wraz z ryzalitem. Na parterze znajdowały się nieogrzewane pomieszczenia, przeznaczone zapewne wyłącznie do zamieszkania w okresie letnim lub dla służby. W południowej części znajdowała się piwnica winna nakryta sklepieniem kolebkowym. Na piętro prowadziła zachowana do dziś drewniana klatka schodowa. Dwór uległ znaczącym przekształceniom w pierwszej połowie XVIII w., kiedy to ówcześni właściciele, Draveccy, go przebudowali w stylu barokowym. Obecny kształt uzyskał w wyniku kolejnych przebudów w XIX i XX wieku. Po II wojnie światowej mieściły się w nim m.in. szkoła, przedszkole, urząd gminy i kino. W grudniu 2018 r. budynek został zakupiony przez gminę Vinné. Częścią dworu było rozległe arboretum, w którym rosło wiele obcych gatunków drzew[11].
- Gliniane i ceglane domy z początków XX w., trójdzielne, ze stodołą pod wspólnym czterospadowym dachem[10].
- Viniansky hrad - ruiny średniowiecznego zamku na wzgórzu na pn.-zach. od centrum wsi[7].